# Рябец, Мотря Митрофановна
Мотря (Матрёна) Митрофановна Рябец (9 ноября 1913, Саксаганский рудник — 1983, Запорожье) — советский деятель, врач-педиатр, депутат Верховного Совета УССР (1938—1955), член Президиума Верховного Совета УССР (1947).

## Биография
Родилась 9 ноября 1913 года в посёлке Саксаганского рудника (впоследствии — рудник имени Ф. Э. Дзержинского в Кривом Роге) Екатеринославской губернии.
В 1930—1931 годах работала на шахте «Коммунар» в Кривом Роге. В 1937 году окончила Харьковский медицинский институт по специальности «врач-педиатр». В 1937—1939 годах — педиатр детских яслей № 27 в Запорожье, одновременно — специалист сектора охраны детства и материнства Запорожского городского отдела здравоохранения. В 1939—1941 годах, после образования Запорожской области, была назначена заведующим сектором охраны детства и материнства Запорожского областного отдела здравоохранения.
В 1941—1943 годах — военный врач госпиталей в Черкесске, Сталинграде, Ульяновске. В 1943 году вернулась в Запорожскую область, работала заместителем заведующего областного отдела здравоохранения, начальником отдела эвакогоспиталей. Капитан медицинской службы. В 1945—1955 годах — заведующий городского отдела здравоохранения, в 1955—1983 годах — врач 1-й инфекционной больницы в Запорожье.

## Советская деятельность
В 1938—1955 годах избиралась депутатом Верховного Совета УССР 1—3-го созывов. С 6 марта 1947 года — член Президиума Верховного Совета УССР.

## Награды
- дважды Орден «Знак Почёта»;
- Почётный гражданин города Запорожье (1968)[2];
- медали.